# Aliyu Amba
Aliyu Amba est une ville située dans le centre de l'Éthiopie, dans la zone de Semien Shewa de la région Amhara. Elle se trouve à 1 805 mètres d'altitude.